# ハヤチネウスユキソウ
ハヤチネウスユキソウ（早池峰薄雪草、学名：Leontopodium hayachinense）は、キク科ウスユキソウ属の多年草。高山植物。
北海道の大平山と崕山に特産するオオヒラウスユキソウは、本種の変種とされたことがあったが、独立した別種とされている。

## 特徴
ウスユキソウ属では大型で、茎の高さは10-20(30)cmになり、分枝しないで、白い綿毛がある。根出葉は線状倒披針形で、長さ3-8cmになり、両面に白毛がある。茎につく葉は7-10個が互生し、線状披針形で先端がとがり、長さ3-5cm、幅4-6mmになり、基部は細くなり茎を抱く。表面の綿毛は少なく緑色で、裏面は灰白色の綿毛が密生する。
花期は7-8月。頭花は4-8個あり、総苞は径7-9mm。頭花の縁に星状につく苞葉は5-15個あり、径4-6cmになり、灰白色の綿毛が密生し、先端はとがる。

## 分布と生育環境
岩手県早池峰山特産で、山頂部の蛇紋岩地の礫地に生える。

## 保全状況評価
絶滅危惧IB類 (EN)（環境省レッドリスト）
（2012年環境省レッドリスト）

## ギャラリー
- 頭花は4-8個あり、苞葉に綿毛が密生する。
- 苞葉の先はとがる。